# Университет Аньемби Морумби
Университет Аньемби Морумби  (порт. Universidade Anhembi Morumbi)  – бразильский частный университет, расположенный в Сан-Паулу.  С 2005 года является собственностью компании Laureate Education Inc. (эта компания владеет 35 университетами в 19 странах мира). Это первый бразильский университет, что начал выдавать дипломы по дизайну игр.

## Студенческие курсы

### Факультет медицинских наук
Медицинская школа
- Медицина
- Школа ветеринарной медицины
- Ветеринария
- Школа здоровья и здорового образа жизни
- Психология
- Биологические науки
- Уход
- Фармация
- Физиотерапия
- Натурология
- Диетология
- Физическая активность и спорт
- Мануальная терапия

### Факультет красоты
- Эстетика
- Косметика и Парфюмерия
- Профессиональный макияж

### Факультет бизнеса
- Управление бизнесом
- Международная торговля
- Маркетинг
- Международный бизнес
- Международные отношения

### Юридический факультет
- Право

### Факультет техники и технологии
- Гражданская авиация
- Строительная инженерия
- Промышленная инженерия
- Электротехника
- Машиностроение : Возобновляемые источники энергии и технологии, не загрязняющие окружающую среду
- Инженерная и санитарная защита окружающей среды
- Информационная система (ИС)
- Компьютерная инженерия
- Информатика

### Факультет искусств, архитектуры, дизайна и моды
- Архитектура и Градостроительство
- Искусство со специализацией в аудиовизуальных и новых медиа
- Танцы
- Геймдизайн
- Цифровой дизайн
- Графический дизайн с акцентом на типографику
- Бразильская музыка
- Театр
- Бизнес моды
- Модный дизайн

### Факультет туризма и гостеприимства
- Кулинария
- Гостеприимство
- Туризм

### Факультет коммуникации
- Кино
- Журналистика
- Редакционное производство Мультимедиа
- Реклама и Пропаганда
- Связи с общественностью с акцентом на интегрированную коммуникацию
- Радио и ТВ

### Факультет образования
- Португальский язык и литература
- Математика
- Педагогика